# Zabielski Hrabia
Zabielski Hrabia – polski herb hrabiowski, odmiana herbu Trzaska, nadany w Galicji.

## Opis herbu
Opis z wykorzystaniem klasycznych zasad blazonowania:
W polu błękitnym półksiężyc srebrny barkiem w dół, nad nim i pod nim po jednym mieczu srebrnym o rękojeściach złotych, ostrzami ku niemu. Na tarczy korona hrabiowska, nad którą hełm z klejnotem: ogon pawi na którym godło. Labry: błękitne, podbite złotem.

## Najwcześniejsze wzmianki
Nadanie tytułu hrabiowskiego Galicji (hoch- und wohlgeboren, graf von) 11 czerwca 1808 Piotrowi Zabielskiemu. Podstawą nadania tytułu był patent z 1775, przedstawiony wywód, dobra dziedziczne, urzędy wojewódzkie, ziemskie, cywilne i wojskowe, zasługi dla domu panującego oraz pełniony urząd arcystolnika galicyjskiego.

## Herbowni
Jedna rodzina herbownych:
graf von Zabiele Zabielski.